# Dolichoderus baenae
Dolichoderus baenae é uma espécie de formiga do gênero Dolichoderus.